# Joan IV de Portugal

Escut d'armes de Joan IV de Portugal

Joan IV de Portugal el Restaurador (Vila Viçosa 1604 - Lisboa 1656), rei de Portugal (1640-1656), el primer de la dinastia Bragança.

## Orígens familiars
Fill de Teodosi de Bragança, duc de Bragança, i la seva esposa Ana de Velasco, va néixer el 19 de març de 1604.
Per línia paterna descendia del rei Manuel I de Portugal, i com a duc de Bragança descendia també de Joan I de Portugal per línia femenina. Per línia materna era descendent, de forma il·legítima, de Ferran el Catòlic.

## Ascens al tron
Durant la seva joventut Felip IV de Castella regnà a Portugal com a descendent per línia femenina del rei Manuel. La Dinastia Habsburg havia assolit el poder a Portugal al derrotar el 1580 el rei Antoni I de Portugal a la batalla d'Alcántara. El caràcter religiós i pacífic del duc de Bragança li va impedir fer prevaldre els seus drets legítims. La seva esposa Lluïsa de Guzmán el va impulsar a ocupar el tron portuguès iniciant una revolució l'1 de desembre de 1640 que va aconseguir expulsar els castellans.
Després de la seva aclamació, durant la Guerra de Restauració portuguesa, les aliances firmades per Portugal amb França i Suècia, el juny i agost de 1641, emmarcades en la Guerra dels Trenta Anys, es realitzaren per poder fer front als interessos castellans a Portugal així com als holandesos a les colònies portugueses. El Tractat de l'Haia de 1641 va ser una treva de deu anys signada entre les Províncies Unides i Portugal, que a la pràctica es va limitar al continent europeu, doncs les hostilitats seguirien a les colònies neerlandeses i portugueses fins al final de la guerra.
La seva ascensió va comportar una guerra contra la Corona de Castella, que va acabar el 1668 amb el reconeixement de la independència de Portugal. Les aliances firmades per Portugal amb França i Suècia, el juny i agost de 1641, emmarcades en la Guerra dels Trents Anys, es realitzaren per poder fer front als interessos castellans a Portugal així com als holandesos a les colònies portugueses.
A Portugal la invasió castellana s'inicià el 1641 i va ser reduïda a Montijo el 1650. El gener d'aquell mateix any els holandesos prengueren Malaca i el 1648 el soldanat d'Oman prengueren Muscat. El 1654, el Brasil retornà a mans portugueses, una aspiració holandesa que no es veié realitzada al perdre Portugal en mans holandes l'illa de Ceilan el 1656.

## Núpcies i descendents
Es casà el 1633 a Elvas amb Lluïsa de Guzmán, filla de Juan Manuel Pérez de Guzmán, duc de Medina-Sidonia. D'aquesta unió tingueren:
- l'infant Teodosi III de Bragança (1634-1653), príncep del Brasil i duc de Bragança
- la infanta Anna de Bragança (1635)
- la infanta Joana de Bragança (1636-1653)
- la infanta Caterina de Bragança (1638-1705), casada el 1662 amb Carles II d'Anglaterra
- l'infant Manuel de Bragança (1640)
- l'infant Alfons VI de Portugal (1643-1683), rei de Portugal
- l'infant Pere II de Portugal (1648-1706), rei de Portugal

Tingué una filla natural:
- Maria de Bragança (1644-1693), religiosa

Joan IV de Portugal morí el 6 de novembre de 1656 a Lisboa.

## Joan IV i la música
Joan fou un mecenes de les arts, especialment de la música. No només protegí artistes i músics, sinó que reuní de les grans biblioteques musicals europees, amb partitures impreses i manuscrites d'arreu, entre aquestes contenia 497 melodies populars compostes per Gabriel Díaz Bessón, i ell mateix fou crític musical i compositor. La biblioteca fou completament destruïda pel terratrèmol de Lisboa de 1755. Entre les obres que es conserven del rei, hi ha alguns escrits en defensa de Palestrina i una Defensa de la música moderna (Lisboa, 1649). De les poques obres musicals que se'n conserven, la més coneguda és Crux fidelis, himne polifònic per a la Setmana Santa (dura uns deu minuts), interpretat sovint durant aquest període a Portugal.